# Tamaryn Green
Tamaryn Green (19 de agosto de 1994) es una modelo, médica cirujana sudafricana y reina de belleza que fue coronada Miss Sudáfrica 2018. Representó a Sudáfrica en la competencia Miss Universo 2018 y se terminó como la primera finalista.

## Infancia y educación
Green nació el 19 de agosto de 1994 en, Western Cape, de padres David Green y Ellirene Green. Originaria de Worcester, la familia se mudó a Paarl cuando Green tenía nueve años. Es de origen Cape Coloured. Su padre trabaja como asesor curricular mientras que su madre es maestra. Green asistió a la escuela secundaria de Nueva Orleans en Paarl. 
Green estudió medicina en la Universidad de Ciudad del Cabo y se graduó con un título en medicina en 2019. En junio de 2015, le diagnosticaron tuberculosis mientras era estudiante de medicina; fue curada en diciembre de 2015.

## Carrera
Green se anunció inicialmente como uno de los 28 clasificatorios regionales para Miss Sudáfrica 2018 en abril de 2018. Más tarde pudo avanzar a la competencia televisada como una de las doce mejores competidoras. Durante la competencia final, Green avanzó entre los cinco primeros y luego entre los dos primeros, donde fue coronada Miss Universe South Africa 2018, convirtiéndose en la representante sudafricana en Miss Universo 2018. Posteriormente, fue coronada Miss South Africa 2018 con Miss World Sudáfrica es Thulisa Keyi. Fue coronada por su predecesora Adè van Heerden. 
Como Miss Sudáfrica 2018, Green pasó a representar a Sudáfrica en Miss Universo 2018, celebrada en Bangkok, Tailandia. Green pasó a colocarse como la primera finalista, detrás de la eventual ganadora Catriona Gray de Filipinas. Entre los cinco primeros, cuando el anfitrión Steve Harvey le preguntó sobre su opinión sobre si los países deberían limitar el número de refugiados permitidos a través de sus fronteras, ella respondió:

Creo que cada país debería tener sus propias reglas y regulaciones, pero para que una sociedad próspera y todos nosotros estemos unidos, debemos entender que todos somos humanos y que somos más parecidos que nosotros. Entonces, deberíamos estar abiertos a amarnos, a aceptarnos. No importa de dónde venimos

Durante la ronda final de palabras, a cada delegada se le hizo la misma pregunta: "¿Cuál es la lección más importante que ha aprendido y cómo la aplicará a su tiempo como Miss Universo?" Green respondió:

A lo largo de mi vida, he estado expuesto tanto a los privilegiados como a los menos privilegiados, y lo que aprendí es que todos somos humanos. Todos queremos ser amados, todos queremos pertenecer, y todos queremos ser vistos, por lo que debemos tratarnos de esa maner

Green es la segunda sudafricana en colocarse como primera finalista en la historia de la participación de Sudáfrica en la competencia Miss Universo, después de que Leticia Snyman lo hiciera en Miss Universo 1984. Green terminó su reinado el 9 de agosto de 2019, después de coronar a Zozibini Tunzi como Su sucesor en la competencia Miss Sudáfrica 2019.